# 最初のメール
「最初のメール」（さいしょのメール）は、日本の女性アイドルグループAKB48の派生ユニット・フレンチ・キスの楽曲。楽曲は秋元康により作詞、ハマサキユウジにより作曲されている。2011年11月22日にユニットの4作目のシングルとしてavex entertainmentから発売された。

## 背景とリリース
キャッチコピーは「最初のメールは、運命の入り口」。
楽曲のシングルCDは3種の初回生産限定盤（それぞれTYPE-A、B、Cと区別されている）、3種の通常盤（それぞれTYPE-A、B、Cと区別されている）、劇場盤の計7種類がリリースされた。劇場盤は販路限定盤で、サイト「mu-moショップ」を通してリリースされた。初回生産限定盤と通常盤の6種にはDVDが付属しており、その収録内容はタイプ名ごとに異なっている（同一タイプの初回生産限定盤と通常盤は収録内容が同一である）。収録曲およびジャケットは3種の初回生産限定盤と劇場盤の計4種それぞれで異なっており、通常盤の3種の収録曲はそれぞれと同じタイプ名の初回生産限定盤と同一である。3種の初回生産限定盤には、特典としてオリジナル・トレーディングカード（メンバーソロ3種・集合1種の計4種のうちランダムで1種。集合1種は3種のCDをあわせて約20000枚封入されており、イベント参加券が付属している）が封入されているほか、2ショットチェキ撮影イベント参加券が3種あわせて300枚のCDにランダムで封入されている。劇場盤にはメンバー個別握手会参加券が封入されている。
TYPE-Aのカップリング曲「キャンドルの芯」のミュージック・ビデオでは、今までのお嬢様イメージとは異なる白と黒の衣装に身を包み、難易度の高いダンスを30テイク以上披露している。
本作のPRで、フレンチ・キスは「HEY!HEY!HEY!」や「新堂本兄弟」に初出演した。
オリコン週間シングルチャートでの初動売上は、前作「カッコ悪い I love you!」を上回る13.7万枚を売上げ、さらに自身初の首位を獲得した。
楽曲のミュージック・ビデオについて、メンバーの高城亜樹は、「最初のメールから運命的な恋が始まるという、少女漫画に出てくるような素敵な世界観の歌詞で、とても可愛らしくフレンチ・キスらしい曲です」と語っている。
楽曲は2011年11月度「レコチョク」TVCMソングおよびJFN系『フレンチ・キスのKissラジ!〜あなたへのYELL〜』オープニングテーマに使用された。

## シングル収録トラック

### TYPE-A
「初回生産限定盤TYPE-A」「通常盤TYPE-A」ともに収録トラックは同一。
| #  | タイトル                                 | 作詞   | 作曲           | 編曲             | 時間 |
| -- | ---------------------------------------- | ------ | -------------- | ---------------- | ---- |
| 1. | 「最初のメール」                         | 秋元康 | ハマサキユウジ | ハマサキユウジ   | 3:53 |
| 2. | 「キャンドルの芯」(柏木由紀、倉持明日香) | 秋元康 | KENGO          | 五十嵐“IGAO”淳一 | 4:55 |
| 3. | 「最初のメール (instrumental)」          |        |                |                  |      |
| 4. | 「キャンドルの芯 (instrumental)」        |        |                |                  |      |

| #  | タイトル                         | 作詞 | 作曲・編曲 |
| -- | -------------------------------- | ---- | ---------- |
| 1. | 「「最初のメール」Music Clip」   |      |            |
| 2. | 「「キャンドルの芯」Music Clip」 |      |            |

### TYPE-B
「初回生産限定盤TYPE-B」「通常盤TYPE-B」ともに収録トラックは同一。
| #  | タイトル                           | 作詞   | 作曲           | 編曲           | 時間 |
| -- | ---------------------------------- | ------ | -------------- | -------------- | ---- |
| 1. | 「最初のメール」                   | 秋元康 | ハマサキユウジ | ハマサキユウジ |      |
| 2. | 「Last train」(柏木由紀、高城亜樹) | 秋元康 | 早川暁雄       | 酒井陽一       | 4:45 |
| 3. | 「最初のメール (instrumental)」    |        |                |                |      |
| 4. | 「Last train (instrumental)」      |        |                |                |      |

| #  | タイトル                                    | 作詞 | 作曲・編曲 |
| -- | ------------------------------------------- | ---- | ---------- |
| 1. | 「「最初のメール」Music Clip」              |      |            |
| 2. | 「フレンチ・キス オフショットコレクション」 |      |            |

### TYPE-C
「初回生産限定盤TYPE-C」「通常盤TYPE-C」ともに収録トラックは同一。
| #  | タイトル                                    | 作詞   | 作曲           | 編曲           | 時間 |
| -- | ------------------------------------------- | ------ | -------------- | -------------- | ---- |
| 1. | 「最初のメール」                            | 秋元康 | ハマサキユウジ | ハマサキユウジ |      |
| 2. | 「ドラゴンフルーツの食べ頃」                | 秋元康 | FIREWORKS      | 鳴瀬シュウヘイ | 4:16 |
| 3. | 「最初のメール (instrumental)」             |        |                |                |      |
| 4. | 「ドラゴンフルーツの食べ頃 (instrumental)」 |        |                |                |      |

| #  | タイトル                                | 作詞 | 作曲・編曲 |
| -- | --------------------------------------- | ---- | ---------- |
| 1. | 「「最初のメール」Music Clip」          |      |            |
| 2. | 「フレンチ・キス 韓国弾丸PV撮影ツアー」 |      |            |

### 劇場盤
| #  | タイトル                          | 作詞   | 作曲           | 編曲           | 時間 |
| -- | --------------------------------- | ------ | -------------- | -------------- | ---- |
| 1. | 「最初のメール」                  | 秋元康 | ハマサキユウジ | ハマサキユウジ |      |
| 2. | 「真夜中の歯磨き」(柏木由紀)      | 秋元康 | SHIKI          | 酒井陽一       | 4:27 |
| 3. | 「最初のメール (instrumental)」   |        |                |                |      |
| 4. | 「真夜中の歯磨き (instrumental)」 |        |                |                |      |